# Vlad Moldoveanu
Vlad Moldoveanu (ur. 11 lutego 1988 w Bukareszcie) – rumuński koszykarz, występujący na pozycji silnego skrzydłowego, obecnie zawodnik greckiego Ifestos. 
W czerwcu 2016 roku został zawodnikiem rumuńskiego klubu U-Banca Transylwania Kluż-Napoka. 4 lipca 2017 podpisał umowę z tureckim Büyükçekmece Basketbol.

## Osiągnięcia
Stan na 2 grudnia 2019, na podstawie, o ile nie zaznaczono inaczej.
NCAA
- Zaliczony do:
  - I składu:
    - ligi Patriot (2010, 2011)
    - turnieju ligi Patriot (2011)
    - Dywizji I dystryktu 13 (2011 przez NABC)
- Uczestnik:
  - meczu gwiazd NCAA – Reese's College All-Star Game (2011)
  - turnieju Portsmouth Invitational (2011)

Drużynowe
- Mistrz:
  - Estonii (2014)
  - Polski (2016)[6]
  - Rumunii (2017)
- Wicemistrz Polski (2015)
- Zdobywca:
  - superpucharu Polski (2014, 2015)[7]
  - pucharu Rumunii (2017, 2018)
- Finalista pucharu:
  - Estonii (2014)
  - Polski (2016)[8]

Indywidualne
- MVP:
  - ligi estońskiej (2014)
  - finałów ligi estońskiej (2014)
- Najlepszy zagraniczny zawodnik ligi estońskiej (2014)
- 2-krotny rumuński zawodnik roku (2012, 2013)
- Zaliczony do II składu TBL (2016 przez dziennikarzy)[9]
- Lider sezonu zasadniczego TBL w skuteczności rzutów wolnych (2016 – 95,3%)[10]

Reprezentacja
- Uczestnik:
  - mistrzostw Europy:
    - dywizji B:
      - 2009, 2010
      - U–16 (2004)
      - U–18 (2005, 2006)
      - U–20 (2008)

  - Uniwersjady (2011 – 9. miejsce)
- MVP Eurobasketu U-18 dywizji B (2006)
- Zaliczony do I składu mistrzostw Europy U–18 dywizji B (2006)